# Battaglia di Gross-Jägersdorf
La battaglia di Gross-Jägersdorf venne combattuta il 30 agosto 1757 nei pressi di Groß Jägersdorf nell'allora Prussia orientale (oggi parte del Černjachovskij rajon nell'oblast di Kaliningrad, in Russia) nell'ambito degli eventi della guerra dei sette anni, e vide affrontarsi le forze del Regno di Prussia agli ordini del feldmaresciallo Hans von Lehwaldt e un'armata russa sotto il comando del maresciallo Stepan Fëdorovič Apraksin. Il campo di battaglia si trova in una radura circondata da fitte forsete, presso il fiume Pregolja (Pregel, non distante dal confine con la Polonia) ed è presente un obelisco commemorativo della vittoria russa al suo centro.
L'armata russa che aveva invaso la Prussia orientale fu attaccata di sorpresa dalle forze prussiane mentre procedeva in maniera disorganizzata nei pressi del villaggio di Groß Jägersdorf: l'iniziale attacco prussiano scompaginò le file russe che tuttavia non cedettero, riuscendo a riorganizzarsi e a lanciare un contrattacco che causò forti perdite ai prussiani e li indusse a ritirarsi per evitare un accerchiamento. Benché vittorioso, l'inetto maresciallo Apraksin dovette ordinare ben presto una completa ritirata dell'armata russa, devastata da epidemie e dalla mancanza di adeguate vettovaglie, fallendo completamente nel suo incarico e venendo per questo ben presto rimosso dal comando.

## Antefatti
La guerra dei sette anni fu un grande conflitto che vide, nel suo principale teatro bellico in Europa, la Prussia del re Federico il Grande (sostenuta dal Regno di Gran Bretagna e da alcuni Stati minori della Germania nord-occidentale) affrontare una grande coalizione comprendente tutte le principali potenze europee del periodo: il Regno di Francia, l'Arciducato d'Austria con gran parte del Sacro Romano Impero, il Regno di Svezia e l'Impero russo. La guerra si era aperta nel 1756 con un'offensiva prussiana in Sassonia, un attacco preventivo per cogliere di sorpresa le forze austriache prima che fossero completamente pronte per la guerra; l'azione non aveva prodotto tutti i risultati sperati, e aveva anzi di converso spinto la Russia ad accantonare le precedenti remore e ad aderire pienamente all'alleanza anti-prussiana: l'11 gennaio 1757 la zarina Elisabetta di Russia siglò un trattato di alleanza con la Francia, e il 2 febbraio seguente fece altrettanto con l'Austria.
Il 1757 vide la Prussia sostenere scontri su tutti i fronti di guerra: mentre Federico conduceva il grosso delle forze prussiane a sud in un'invasione della Boemia a caccia di una vittoria decisiva sugli austriaci, i francesi si mossero ad ovest invadendo l'Hannover mentre gli svedesi a nord sbarcavano truppe in Pomerania. Particolarmente grave appariva la situazione nella Prussia orientale a est, regione separata dal resto dei domini prussiani da una striscia di territorio lunga 500 chilometri appartenente alla neutrale Confederazione polacco-lituana ed esposta quindi ad attacchi da parte del numeroso esercito russo: benché in generale la salute malferma della zarina favorisse il formarsi all'interno della corte di vari schieramenti opposti, alcuni dei quali avversavano il coinvolgimento russo in questo grande conflitto europeo, la conquista della Prussia orientale era vista come un obiettivo importante per la Russia, sempre alla ricerca di un più vasto sbocco sui mari europei, e in generale come un mezzo per far finalmente riconoscere al paese il ruolo di grande potenza d'Europa cui ambiva.
In giugno quindi una grande armata russa al comando del maresciallo Stepan Fëdorovič Apraksin, forte di circa 75 000 uomini, attraversò il fiume Niemen ed entrò in Prussia orientale. Il 5 luglio i russi espugnarono con un assedio ed un bombardamento di cinque giorni la piazzaforte prussiana di Memel, che venne trasformata in una base avanzata per il prosieguo della campagna; Apraksin tuttavia era un comandante cauto, e inesperto nelle questioni militari: invece di muovere su Wehlau, come ci si aspettava, il maresciallo ordinò alle sue forze di attraversare il fiume Pregel in sicurezza nei pressi del villaggio di Gross-Jägersdorf, attraversando la folta Foresta di Norkitten. L'avanzata in Prussia orientale aveva fatto collassare le linee di rifornimento delle forze russe, che furono costrette a cercarsi gli approvvigionamenti nei territori attraversati: l'azione degenerò rapidamente in saccheggi e in una politica di terra bruciata, cosa che portò Federico a deridere le forze russe e a considerarle come una massa di indisciplinati, che una forza ben organizzata avrebbe facilmente sconfitto. Le forze russe mossero quindi da Gross-Jägersdorf alla volta di Königsberg, centro principale della regione, al fine di conquistarla o quantomeno porla d'assedio.
Federico ordinò quindi al settantenne feldmaresciallo Hans von Lehwaldt, comandante delle forze prussiane in Prussia orientale, di muovere all'attacco dei russi con i suoi 28 000 uomini; il sovrano diede a Lehwaldt delle disposizioni ambigue, non fornendogli istruzioni specifiche ma ordinandogli solo di impegnare in combattimento in russi ogniqualvolta il momento sarebbe sembrato propizio.

## La battaglia

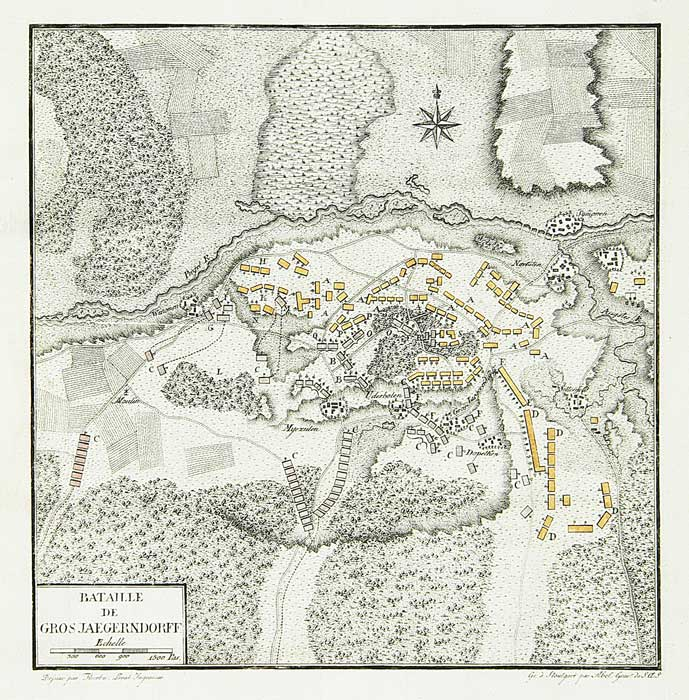
La battaglia in una carta del 1790

Il 30 agosto le forze russe a Gross-Jägersdorf iniziarono la giornata con una tranquilla marcia verso ovest, ma l'armata si dimostrò ben presto indisciplinata e incapace di muovere in una qualunque formazione concentrata e organizzata; vedendo in questo un'occasione, le forze prussiane si predisposero per lanciare un attacco alla "folla impreparata" dei soldati russi. La cavalleria di Lehwaldt attaccò il fianco settentrionale e meridionale della lunga colonna russa, infliggendo inizialmente dure perdite al nemico; i soldati russi, del tutto impreparati a sostenere un assalto di un'armata che pure era la metà della loro, degenerarono in una completa confusione. Gli inesperti comandanti subordinati di Apraksin cercarono di riorganizzare la fanteria: il generale Pëtr Aleksandrovič Rumjancev-Zadunajskij, destinato a diventare poi uno dei più abili comandanti russi del conflitto, riuscì a raggruppare le truppe russe al centro e a farle riprendere dallo shock dell'attacco iniziale, mentre il generale Vasily Lopukhin cadde ferito mortalmente dalle baionette dei prussiani.
L'improvviso attacco prussiano impedì ai russi di schierarsi a quadrato, la formazione classica con cui la fanteria poteva respingere un attacco della cavalleria, ma non portò a una rotta dell'armata di Apraksin; inoltre, gli osservatori rilevarono che quando la forza principale dei prussiani avanzò sul centro russo fu accolta da salve di fucileria sparate con la consueta spietata efficienza. Le forze russe si ripresero dallo shock iniziale e dopo un momento di stasi passarono a contrattaccare l'assalto prussiano: il fuoco di ritorno della fanteria russa non era della stessa efficienza di quello scatenato dagli addestratissimi prussiani, ma si dimostrò comunque efficace e alla fine la linea prussiana crollò sotto di esso. Nel mentre, i reparti di cavalieri calmucchi e di cosacchi del Don attirarono in trappola con una finta ritirata la sinistra dello schieramento prussiano, finita sotto un pesante fuoco di artiglieria che la decimò. Apraksin mise in atto un tentativo di accerchiare i prussiani con la sua armata, numericamente schiacciante, che tuttavia Lehwald evitò ritirandosi alla volta del suo accampamento posto sul terreno elevato.

## Conseguenze
A Gross-Jägersdorf le forze prussiane montarono un attacco a sorpresa che portò alla conquista di numerose posizioni ai danni di un'armata numericamente superiore, cui furono inflitte perdite equivalenti alle proprie; come nella successiva battaglia di Zorndorf, i prussiani si dimostrarono abili nell'affrontare forze superiori in numero in combattimenti a corto raggio, ma d'altro canto i russi, come rilevò un ufficiale sassone, pur presi completamente di sorpresa e senza aver avuto il tempo e la possibilità di schierarsi a quadrato si erano comportati molto bene in combattimento. Lehwaldt perse nello scontro tra i 4 600 e i 5 000 uomini mentre l'armata di Apraksin registrò circa 5 400 tra morti e feriti; varie fonti alzano la stima delle perdite russe fino a un totale di circa 7 000 uomini.
La vittoria russa a Gross-Jägersdorf incoraggiò la Svezia a entrare pienamente nel conflitto lanciando un'offensiva sul fronte della Pomerania alla metà di settembre, cosa che obbligò Federico a richiamare l'armata di Lehwaldt dalla Prussia orientale per far fronte a questa nuova minaccia. Ci si attendeva a questo punto che Apraksin cogliesse vantaggio dalla ritirata delle forze prussiane per porre sotto il suo controllo l'intera Prussia orientale, anche in considerazione del fatto che la sua armata si trovava ormai a solo 50 chilometri da Königsberg; del tutto inaspettatamente, invece, il maresciallo interruppe l'avanzata su Königsberg e ordinò una ritirata alla volta della Russia. Gli storici hanno fornito varie spiegazioni per ciò: il maresciallo aveva ricevuto un falso rapporto circa la morte della zarina Elisabetta e intendeva offrire il suo supporto alla salita al trono del suo successore Pietro III; le forze russe in marcia verso Königsberg stavano subendo un considerevole attrito a causa della mancanza di rifornimenti; infine, un'epidemia di vaiolo aveva colpito l'armata, e in modo speciale i reparti di calmucchi, finendo con il causare perdite di gran lunga superiori a quelle riportate in tutte le battaglie combattute dai russi nel 1757.
Ricerche recenti suggeriscono che i russi fossero completamente impreparati a sostenere un conflitto lontano dai loro confini occidentali, e che non avessero realisticamente valutato i problemi logistici relativi a una campagna in Prussia orientale: Apraksin, alla meglio un comandante modesto, aveva valutato come sufficienti le risorse che si potevano ottenere dalla regione, e per non dover predisporre dei depositi di rifornimento sul territorio della Confederazione polacco-lituana aveva deciso di sostenersi solo tramite fonti locali; inoltre, i russi non fecero alcuno sforzo per stabilire una via di approvvigionamento tramite i porti affacciati sul mar Baltico, il metodo migliore per sostenere una grossa armata a così grande distanza, e infine le requisizioni di approvvigionamenti presso le popolazioni prussiane furono contrastate dalla sollevazione di gruppi di guerriglieri locali.
La zarina fu talmente insoddisfatta che rimosse immediatamente Apraksin dal comando, avviando anche un'inchiesta sul suo operato; il cancelliere Aleksej Petrovič Bestužev-Rjumin, amico e sostenitore di Apraksin, fu parimenti rimosso dall'incarico e inquisito per tradimento, venendo poi inviato in esilio. Elisabetta nominò quindi il maresciallo Villim Villimovič Fermor come nuovo comandante delle forze russe, in previsione di una nuova invasione della Prussia orientale da attuarsi nel 1758.